# Los cuentos de Hoffmann
Los cuentos de Hoffmann (título original en francés, Les contes d'Hoffmann) es una ópera en tres actos, con prólogo y epílogo, música de Jacques Offenbach y libreto en francés de Jules Barbier. Se basa en una obra que el propio Barbier y Michel Carré habían escrito sobre cuentos de E. T. A. Hoffmann. El mismo Hoffmann es un personaje de la ópera, como él mismo hacía en muchas de sus historias.
Barbier, junto con Michel Carré, había escrito una obra, Les contes fantastiques d'Hoffmann (Los cuentos fantásticos de Hoffmann), producida en el Teatro Odeón de París en 1851, que Offenbach había visto.
Los cuentos en los que se basa la ópera son Der Sandmann (1816), Rath Krespel (Consejero Krespel, también conocido en inglés como The Cremona Violin, esto es, El violín de Cremona, 1818), y Das verlorene Spiegelbild (El reflejo perdido) de Die Abenteuer der Sylvester-Nacht (Las aventuras de Nochevieja, 1814). El aria de la "Chanson de Kleinzach" en el prólogo se basa en el cuento "Klein Zaches, genannt Zinnober" (1819).

## Historia
La ópera se representó, con cortes, en la casa de Offenbach, 8 Boulevard des Capucines, el 18 de mayo de 1879, con Madame Franck-Duvernoy en los papeles de soprano, Auguez como Hoffmann (barítono) y Émile-Alexandre Taskin en los cuatro papeles de villano, con Edmond Duvernoy en el piano y un coro dirigido por Albert Visentini. Offenbach murió el 5 de octubre de 1880, dejando la obra inacabada. Ernest Giraud (1837-1892) emprendió su orquestación y también le añadió los recitativos, de manera semejante a lo que hizo con Carmen de Bizet. Se estrenó en la Opéra-Comique de París, el 10 de febrero de 1881, sin el acto de Giulietta.
La ópera alcanzó su representación número 100 en la Salle Favart el 15 de diciembre de 1881, pero el fuego en la Opéra-Comique en 1887 destruyó las partes orquestales, y no se vio de nuevo en París hasta 1893 en la Salle de la Renaissance du Théâtre-Lyrique cuando tuvo 20 representaciones. Una nueva producción de Albert Carré (incluido el acto de Venecia) se montó en la Opéra-Comique en 1911, con Léon Beyle en el rol titular y Albert Wolff dirigiendo; permaneció en el repertorio hasta la Segunda Guerra Mundial, alcanzando 700 representaciones de la obra en el teatro. Después de una grabación por intérpretes de la Opéra-Comique en marzo de 1948 Louis Musy creó la primera producción de posguerra en París, dirigida por André Cluytens. La Ópera de París representó por vez primera la obra en octubre de 1974, dirigida por Patrice Chéreau con Nicolai Gedda en el rol titular.
La versión en cuatro actos con recitativos se representó en el Ringtheater de Viena el 7 de diciembre de 1881, aunque se produjo una explosión de gas y fuego en el teatro después de la segunda representación. Fuera de Francia, la obra se montó en Ginebra, Budapest, Hamburgo, Nueva York y México en 1882, Viena (Theater an der Wien), Praga y Amberes en 1883 y Lvov y Berlín en 1884. Otros estrenos locales son el de Buenos Aires en 1894 y San Petersburgo en 1899. En España se representó por primera vez en 1905, en el Teatro Eldorado de Barcelona, cantada en español. A Londres llegó en 1910. En 1924 se estrenó en el Gran Teatro del Liceo, donde se ha repuesto en repetidas ocasiones. En Madrid se representó en el Teatro de la Zarzuela en 1988. En 2006 se ha estrenado en el Teatro Real de Madrid.
Los cuentos de Hoffmann forma parte del repertorio operístico, se han realizado algunas grabaciones y se suele interpretar con regularidad. En las estadísticas de Operabase aparece la n.º 30 de las cien óperas más representadas en el período 2005-2010, siendo la 2.ª en Francia y la primera de Offenbach.
En épocas recientes se ha manifestado en los teatros de ópera una tendencia a eliminar los recitativos y a sustituirlos por diálogos hablados, como era la intención de Offenbach. Por otra parte, aunque se vienen dando los tres actos en el orden Olympia-Giulietta-Antonia, la intención de Offenbach fue, como queda claro por las referencias en el prólogo y en el epílogo, que la última fuese Giulietta. En varias ocasiones se ha representado de este modo.
Idealmente, las tres intérpretes, que no son sino diferentes encarnaciones de los amores de Hoffmann, deberían ser interpretadas por la misma cantante, lo que no siempre ha ocurrido. Pero es normal, en los mismos supuestos dramáticos, que los cuatro papeles de "villano" (Lindorf, Coppelius, Miracle y Dapertutto) sean interpretados por el mismo barítono, ya que los cuatro son encarnaciones diferentes del mismo genio del mal que en cada ocasión frustran a Hoffmann. Algunos otros papeles pueden ser doblados.

## Personajes
| Personaje                                 | Tesitura          | Reparto el 10 de febrero de 1881 Director: Jules Danbé |
| ----------------------------------------- | ----------------- | ------------------------------------------------------ |
| Hoffmann (poeta)                          | tenor lírico      | Jean-Alexandre Talazac                                 |
| Olympia (muñeca mecánica)                 | soprano ligera    | Adèle Isaac                                            |
| Antonia (joven enfermiza)                 | soprano lírica    | Adèle Isaac                                            |
| Giulietta (meretriz veneciana)            | soprano dramática |                                                        |
| Stella (cantante de ópera)                | soprano lírica    | Adèle Isaac                                            |
| Lindorf (diabólico rival de Hoffmann)     | bajo barítono     | Émile-Alexandre Taskin                                 |
| Coppélius (diabólico rival de Hoffmann)   | bajo barítono     | Émile-Alexandre Taskin                                 |
| Dr. Miracle (diabólico médico de Antonia) | bajo barítono     | Émile-Alexandre Taskin                                 |
| Dapertutto (espíritu del mal)             | bajo barítono     |                                                        |
| Andrès (criado de Stella)                 | tenor             | Pierre Grivot                                          |
| Cochinillo (criado de Spalanzani)         | tenor ligero      | Pierre Grivot                                          |
| Pitichinaccio (criado de Giulietta)       | tenor ligero      |                                                        |
| Crespel (padre de Antonia)                | tenor ligero      | Hippolyte Belhomme                                     |
| Frantz (criado de Crespel)                | tenor ligero      |                                                        |
| Hermann (estudiante)                      | barítono          | Teste                                                  |
| Luther (cervecero)                        | bajo              | Troy                                                   |
| Nathaniel (estudiante)                    | tenor             | Chennevières                                           |
| Nicklausse (amiga de Hoffmann)            | mezzosoprano      | Marguerite Ugalde                                      |
| La Musa (musa de Hoffmann)                | mezzosoprano      | Mole-Truffier                                          |
| Spalanzani (constructor de Olympia)       | tenor             | E. Gourdon                                             |
| Schlemil (enamorado de Giulietta)         | bajo              |                                                        |
| Voz de la madre de Antonia                | soprano           | Dupuis                                                 |

## Argumento
Lugar: Núremberg (prólogo y epílogo), París, Múnich y Venecia.
Tiempo: siglo XIX.
El orden original de Offenbach es: Prólogo–Olympia–Antonia–Giulietta–Epílogo, que se ha recuperado recientemente, pues durante mucho tiempo se ha representado con el acto de Giulietta como II y el de Antonia como III.

### Prólogo
Taberna de Luther en Núremberg.
La Musa revela a la audiencia que su propósito es atraer la atención de Hoffmann sobre sí misma, y hacer que él abjure del resto de sus amores, de manera que él pueda dedicarse plenamente a ella: la poesía. Entra el consejero Lindorf, la primera de las representaciones del mal en la ópera, la némesis de Hoffmann. Soborna a Andrés, para que le dé una carta, que la prima donna Stella ha enviado a Hoffmann, junto con la llave de la habitación. Lindorf pretende reemplazar a Hoffmann en el encuentro. Lindorf canta el aria Dans les rôles d'amoureux langoureux - "En los papeles".
Entra un grupo de estudiantes, entre ellos Hoffmann y Nicklausse. Hoffmann, al principio tiene un aire reflexivo, pues acaba de oír a Stella cantando en Don Giovanni. Respondiendo a las peticiones de los circunstantes, canta S. y Cr. Il ètait une fois à la cour d'Eisenach - "Érase una vez en la corte de Eisenach-, una historia cómica sobre un enano, Kleinzach, pero su inspiración romántica le lleva, en medio de la canción, por otro camino, y canta su afán en pos del amor. Poco después Hoffmann ve a Lindorf, que se burla de él; Hoffmann reconoce en Lindorf las fuerzas del mal, que siempre le han acosado, y ambos intercambian insultos.
Los estudiantes se interesan por las historias de amor de Hoffmann. Desatendiendo el aviso de Luther de que el telón va a levantarse para el siguiente acto de la ópera, Hoffmann empieza a hablar de sus tres amores: "El primero se llamaba Olympia".

### Acto I
Salón en casa de Spalanzani.
El primer amor de Hoffmann es Olympia, una autómata creada por el científico Spalanzani. Hoffmann se enamora de ella, sin saber que es una muñeca mecánica (Allons! Courage et confiance...Ah! vivre deux! - "¡Vaya! Valor y confianza... ¡Ah! ¡Vivir juntos!"). Entra Nicklausse y advierte a Hoffmann que el único interés de Spalanzani es la ciencia y que construye muñecas que parecen vivientes: Une poupée aux yeux d'émail - "Una muñeca con los ojos de esmalte"). Pero Hoffmann se niega a creer lo que le dicen.
Entra Coppelius, que ha creado a Olympia junto a Spalanzani, y es la encarnación de Némesis en este acto. Vende a Hoffmann gafas mágicas que hacen que Olympia parezca una mujer real (J'ai des yeux - "Tengo ojos"). Regresa Spalanzani, y, sin ser oído por Hoffmann, Coppelius le reclama la parte que le corresponde de lo que Spalanzani ha ganado o gane con Olympia, pues los ojos los hizo Coppelius. Spalanzani paga a Coppelius con un cheque librado contra un banquero que está en bancarrota. El inventor se marcha a cobrarlo.
Llegan ahora los invitados para la presentación de Olympia. Spalanzani anuncia que Olympia va a cantar con acompañamiento de arpa. Se trata de la "Canción de la muñeca", Les oiseaux dans la charmille - "Los pájaros en la enramada"-, un aria de coloratura que es una de las más famosas de la ópera. Olympia se para de vez en cuando, y Spalanzani tiene que darle cuerda para poder continuar.
Se marchan los invitados a cenar y Hoffmann, a solas con Olympia, le canta amorosamente. Él toma su mano y ella se levanta y sale rápidamente de allí. Entra Nicklausse y sutilmente intenta advertir a su amigo (Voyez-la sous son éventail), pero Hoffmann se niega a escucharlo. Llega ahora Coppelius; ha comprobado que el cheque de Spalanzani no tiene valor y viene dispuesto a vengarse; se oculta. Vuelven los invitados y el baile comienza de nuevo. Hoffmann toma a Olympia por pareja; danzan durante un rato, pero la muñeca gira cada vez con más rapidez Hoffmann está exhausto y aturdido. Cae al suelo y sus gafas se rompen. Al mismo tiempo, Coppelius aparece y se lleva a Olympia, como castigo porque Spalanzani le ha birlado sus honorarios; se oye un ruido de maquinaria rota: Coppelius ha destrozado a Olympia. Hoffmann, horrorizado, se da cuenta entonces de que se había enamorado de una autómata; los invitados se burlan de él.

### Acto II
Nota: aquí se señala como Acto II el episodio de Antonia, siguiendo el orden inicial de Offenbach.
Habitación en casa de Crespel, en Múnich.

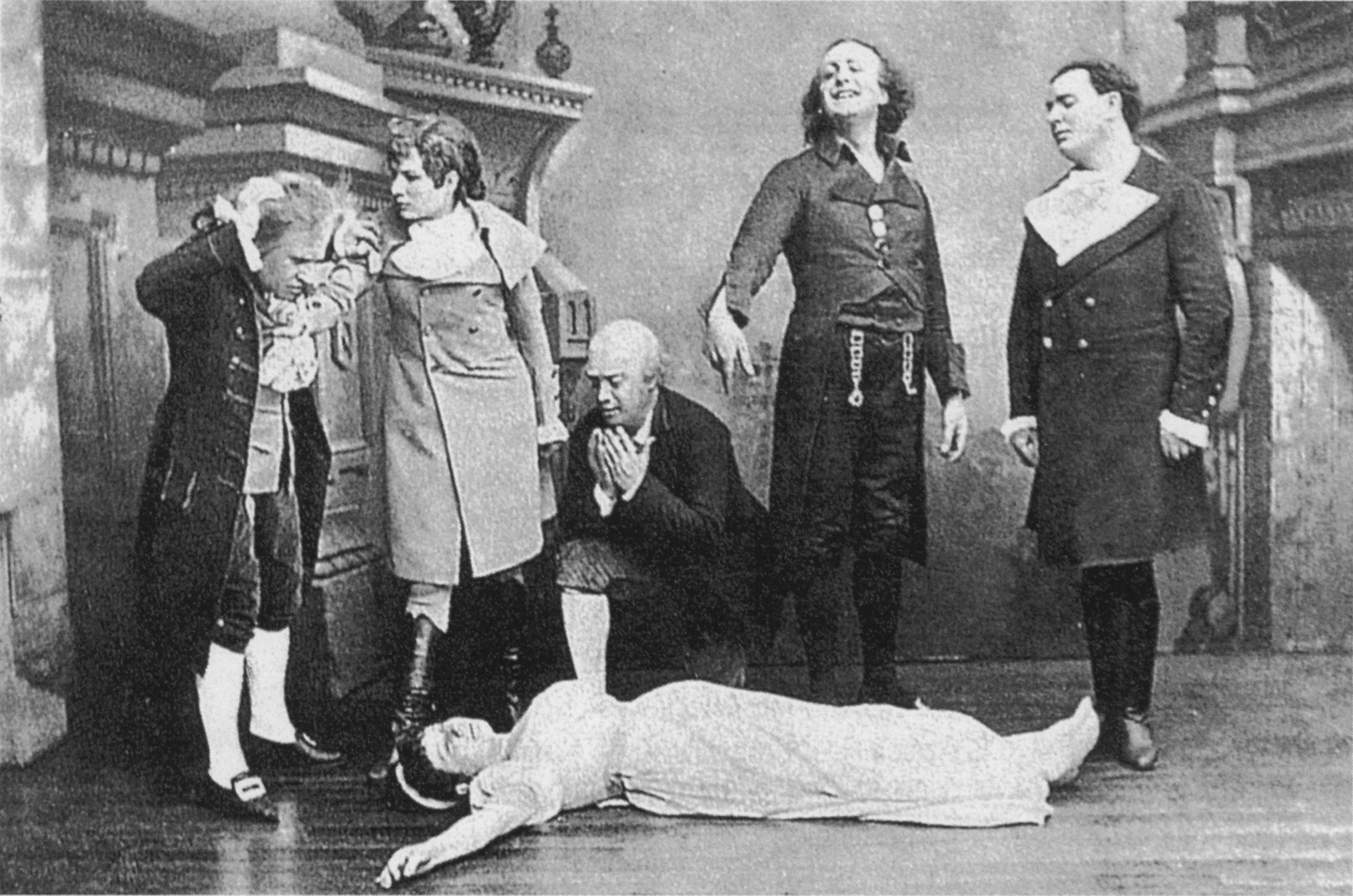
La muerte de Antonia (Acto III) en la producción original del año 1881. En frente: Adèle Isaac; en el fondo (de izquierda a derecha): Hippolyte Belhomme, Marguerite Ugalde, Pierre Grivot, Émile-Alexandre Taskin, Jean-Alexandre Talazac.

Antonia ha heredado de su madre su bella voz; sentada ante un clave, canta una triste canción: Elle a fui, la tourterelle - "Ha huido la tortolita". Crespel, su padre, entra y le recuerda su promesa de no cantar, pues padece tisis, que se agrava si canta. Antonia se marcha, después de renovar su promesa. Crespel ordena a su criado Franz, que es sordo, que permanezca con su hija y no deje entrar a nadie en la casa. Cuando se marcha, Frantz canta Jour et nuit - "Día y noche"-, una canción cómica.
Entra Hoffmann acompañado de Nicklausse; han estado buscando a la joven Antonia desde hace meses, pues Hoffmann está enamorado de ella. Sale Antonia y así vuelven a reunirse los amantes; ella le cuenta que le han prohibido cantar, pero él insiste en que lo haga; ella se pone ante el clave y ambos cantan el dúo que había iniciado Hoffmann (C'est une chanson d'amour). Al final ella desfallece y al oír a su padre se marcha a su habitación, mientras Hoffmann se esconde.
Crespel regresa, llega el doctor Miracle, la Némesis de este acto, quien fuerza a Crespel a dejarle curar a Antonia, a pesar de que este sospecha que mató a su esposa. Hoffmann escucha la conversación y así descubre que Antonia puede morir si canta demasiado. Por artes mágicas diagnostica la enfermedad de Antonia en ausencia de la paciente, y a pesar de las ásperas protestas de Crespel, receta el remedio. Y como si oyera el mandato de Miracle, Chantez ("Cantad"), Antonia escucha entre bastidores su propia voz. Miracle no se inmuta ante los furiosos intentos de Crespel pero este, al final, logra echarlo de allí.
Antonia vuelve y se encuentra a Hoffmann solo. Este hace prometer a su amada que debe olvidar sus sueños de llegar a ser una gran cantante. A regañadientes, Antonia accede al deseo de su amante (Je ne chanterais plus - "No cantaré más"). Una vez que Antonia se queda sola, reaparece el doctor Miracle como por arte de magia y dice que un talento como el de Antonia no debe perderse, que Hoffmann está sacrificándola ante su brutalidad y que la ama solo por su belleza. Con poderes místicos, el doctor Miracle dota de vida al retrato de la madre de Antonia, que le habla a la muchacha, ordenándole que cante, mientras Miracle toca endiabladamente el violín. Al final, Miracle desaparece en la tierra, el retrato recobra su forma natural y Antonia cae el suelo agonizando (trío: Tu ne chanteras plus?... Chère enfant - "¿No cantarás más?... Querida niña").
Crespel entra y habla con su hija antes de que muera. Cuando aparece Hoffmann, Crespel quiere matarlo, creyendo que es el causante de la muerte de Antonia. Nicklausse va a llamar a un médico y Miracle aparece como respuesta a la llamada.

### Acto III
Salón de fiestas de un palacio en Venecia.
Nicklausse y la cortesana Giulietta cantan la famosa barcarola con la concurrencia de un numeroso grupo de asistentes (Belle nuit - "Bella noche"). Hoffmann canta un alegre brindis (Amis, l'amour tendre et rêveur - "Amigos, el tierno amor"). Quedan solos Nicklausse y Hoffmann; Nicklausse advierte a su amigo que no cometa locuras.
Entra Dapertutto, la encarnación del mal en este acto. Cuando se queda a solas, saca un diamante que ha prometido a Giulietta si consigue que Hoffmann le entregue su imagen en un espejo (Scintille, diamant - "Brilla, diamante"). Aparece Giulietta y Dapertutto le pide que cautive a Hoffmann, para que él a su vez pueda capturar su alma robando su imagen en el espejo. Ella acepta.
Entra Schlemil con Pittichinaccio, Nicklausse, Dapertutto y otras personas. El celoso Schlemil (cfr. “Peter Schlemihl” de Adelbert von Chamisso, para un precedente literario) es una víctima anterior de Giulietta y Dapertutto (le dio a Giulietta su sombra). Schlemil desafía al poeta a un duelo, pero resulta muerto. Nicklausse quiere llevarse a Hoffmann lejos de Venecia y sale a buscar los caballos. Mientras tanto, Hoffmann se encuentra con Giulietta y no puede resistirse a ella (O Dieu! de quelle ivresse): le entrega su reflejo, sólo para ser abandonado por la cortesana, para gran placer de Dapertutto. Hoffmann le dice a Dapertutto que su amigo Nicklausse vendrá y lo salvará. Dapertutto prepara un veneno para librarse de Nicklausse, pero lo bebe Giulietta por error y cae muerta en los brazos del poeta (Escena: Que vais-je faire? - "¿Qué voy a hacer?").

### Epílogo
La taberna de Luther.
Hoffmann dice a sus amigos que sus relatos han terminado. Jura que nunca más amará, y que Olympia, Antonia y Giulietta son tres facetas de la misma persona, Stella. Los estudiantes se marchan, dejando a Hoffmann caído sobre la mesa, totalmente borracho. Nicklausse se revela como la Musa su dueña (Escena: Et moi, la fidèle amie? - "¿Y yo, la fiel amiga?") y le pide a Hoffmann: "¡Renace como poeta!". En este momento, Stella, que se ha cansado de esperar a Hoffmann, entra en la taberna y lo encuentra borracho. Lindorf, que está esperando entre las sombras, se adelanta. Nicklausse explica a Stella que Hoffmann ya no la ama más, que el consejero Lindorf la está esperando. Hoffman se despide del amor: Adieux! Je ne veux pas te suivre - "¡Adiós! No deseo seguirte"). Algunos estudiantes entran en la habitación para seguir bebiendo, mientras Stella y Lindorf se marchan juntos.

## Ediciones

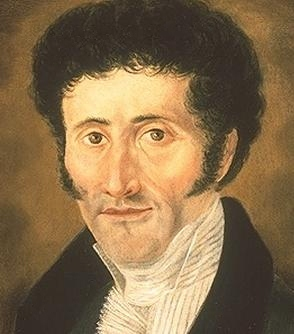
El E. T. A. Hoffmann (1776–1822) original.

Offenbach no vivió para ver su ópera representada. Murió el 5 de octubre de 1880, cuatro meses antes de su estreno, pero después de completar la partitura para piano y orquestar el prólogo y el primer acto. Como resultado, pronto aparecieron diferentes ediciones de la ópera, algunas con poca semejanza con la obra auténtica. La versión interpretada en el estreno de la ópera fue la de Ernest Guiraud, quien completó la partitura de Offenbach y escribió recitativos. A lo largo de los años nuevas ediciones han seguido apareciendo, aunque el énfasis, particularmente desde los años setenta, se ha puesto en la autenticidad. En este aspecto, un hito fue la edición de Michael Kaye del año 1992, pero luego música auténtica adicional se encontró y publicó en 1999. Finalmente, en el año 2011, parece que hay dos editoriales rivales —una francesa y otra alemana— que están a punto de emitir una edición conjunta que refleja y reconcilia la investigación de las últimas décadas. Cuando aparezca, como parte de una gran "Edición Offenbach," puede que se esté lo más cerca posible de unos Cuentos de Hoffmann definitivos. Aquí hay las "variables" de edición que han acosado a la ópera desde que Offenbach murió:
- Adición de música extra no escrita por Offenbach.

Normalmente los directores eligen entre dos arias en el acto de Giulietta:
"Scintille, diamant", basada en una tonada de la obertura de la opereta de Offenbach "Viaje a la Luna" e incluida por André Bloch para una producción en Mónaco en 1908.
El Sexteto (a veces llamado Septeto, contando el coro como un personaje) de origen desconocido, pero conteniendo elementos de la Barcarola.
- Cambios de la secuencia de los actos.

Los tres actos, contando diferentes historias de la vida de Hoffmann, son independientes (con la excepción de una mención a Olympia en el acto de Antonia) y pueden fácilmente ser cambiados sin que afecte al conjunto de la historia. El orden de Offenbach fue Prólogo–Olympia–Antonia–Giulietta–Epílogo, pero durante el siglo XX, la obra normalmente se representó con el acto de Giulietta precediendo al de Antonia. Sólo recientemente se ha restaurado el orden original, e incluso ahora la práctica no es universal. La razón general para el cambio es que el acto de Antonia está más logrado musicalmente.
- Numeración de los actos.

La numeración de los actos es objeto de controversia. El estudioso alemán Josef Heinzelmann, entre otros, se inclina por numerar el Prólogo como Acto I, y el Epílogo como Acto V, con Olympia como Acto II, Antonia como Acto III y el de Giulietta como Acto IV.
- Cambios en la propia obra.

A veces la ópera se representó (por ejemplo en el estreno en la Opéra-Comique) sin todo el acto de Giulietta, aunque la famosa barcarola de aquel acto fue insertado en el acto de Antonia, y el aria de Hoffmann "Amis! l'Amour tendre et rêveur" se insertó en el Epílogo. En 1881, cuando la ópera se representó por vez primera en Viena, el acto de Giulietta fue restaurado, pero modificado de manera que la cortesana no muriera al final por un envenenamiento accidental, pero sale en una góndola acompañada por su servidor Pitichinaccio. Este final ha sido el preferido desde entonces casi sin excepción.
- Diálogo hablado frente a recitativos.

Debido al género de opéra-comique, la partitura original contenía mucho diálogo que a veces se ha reemplazao por recitativos, y esto alargaba la ópera tanto que algunos actos se eliminaron (véase más arriba).
- El número de cantantes interpretando.

Offenbach pretendía que los cuatro papeles de soprano se interpretaran por la misma cantante, pues Olympia, Giulietta y Antonia son tres facetas de Stella, el amor inalcanzable de Hoffmann. De manera semejante, los cuatro villanos (Lindorf, Coppélius, Miracle, y Dapertutto) sería interpretados por el mismo bajo-barítono, porque todos son manifestaciones del mal. Mientras que doblar los cuatro villanos es algo bastante habitual, en la mayor parte de las representaciones de la obra usan diferentes cantantes para los amores de Hoffmann. Esto se debe a que se requieren diferentes habilidades para cada papel: Olympia rquiere una dotada cantante de coloratura con estratosféricas notas altas, Antonia está escrita para una voz más lírica, y Giulietta es interpretada normalmente por una soprano dramática o una mezzosoprano. Cuando los tres papeles (cuatro si se incluye el papel de Stella) son interpretados por una sola soprano en una representación, se considera uno de los mayores desafíos en el repertorio de coloratura-lírico. Entre las sopranos que han cantado los tres papeles se encuentran Karan Armstrong, Vina Bovy, Edita Gruberová, Fanny Heldy, Catherine Malfitano, Anja Silja, Beverly Sills, Ruth Ann Swenson, Carol Vaness, Ninon Vallin y Virginia Zeani. Las cantantes Josephine Barstow, Diana Damrau, Elizabeth Futral, Edda Moser, Elena Moșuc, Melitta Muszely y Joan Sutherland,  han interpretado los cuatro papeles.
Una versión reciente incluyendo la música auténtica de Offenbach ha sido reinstalada por Jean-Christophe Keck, investigador francés especialista en Offenbach. Una exitosa representación de esta versión se produjo por la Ópera de Lausana (Suiza). Sin embargo, la mayor parte de los productores siguen prefiriendo la versión tradicional publicada por Editions Choudens, con añadidos de una versión preparada por Fritz Oeser, por razones económicas. Otra edición reciente por Michael Kaye se ha representado en la Ópera Nacional de Lyon y la Ópera Estatal de Hamburgo con Elena Moşuc cantando los papeles de Olympia, Antonia, Giulietta, y Stella en la producción de 2007. Está disponible una explicación completa de las diferentes versiones, así como una traducción del libreto al inglés e IPA y traducción al inglés de las fuentes literarias.

## La barcarola
El número más famoso de la ópera es la "Barcarolle" (Belle nuit, ô nuit d'amour), que se interpreta en el Acto III. Curiosamente, el aria no fue escrita por Offenbach pensando en Los cuentos de Hoffmann. La escribió como "Canción de los elfos" en la ópera Die Rheinnixen (Las hadas del Rin), que se estrenó en Viena el 8 de febrero de 1864. Offenbach murió con Los cuentos de Hoffmann inacabados. Ernest Guiraud completó la partitura y escribió los recitativos para el estreno. También incorporó este extracto de una de las tempranas y largo tiempo olvidadas óperas de Offenbach, en la nueva ópera. La barcarola inspiró al compositor inglés Kaikhosru Shapurji Sorabji para escribir su Passeggiata veneziana sopra la Barcarola di Offenbach (1955–56). Moritz Moszkowski también escribió una transcripción para virtuoso. La barcarola se ha usado en muchas películas, incluyendo Medianoche en París, La vida es bella y Titanic. También proporcionó la melodía para la interpretación de Elvis Presley de la canción "Tonight Is So Right For Love" en la película G.I. Blues (1960).

## Adaptación al cine y TV
- Hoffmanns Erzählungen (1916) una película muda alemana dirigida por Richard Oswald.
- The Tales of Hoffmann (1951) una adaptación británica escrita, producida y dirigida por Michael Powell y Emeric Pressburger.
- Hoffmanns Erzählungen (1970) es una adaptación cinematográfica de la ópera, producida por la Komische Oper de Berlín, y emitida por TV-Erstsendung el 26 de diciembre de 1970.[12]